# Ten Summoner's Tales
| Recensione           | Giudizio   |
| -------------------- | ---------- |
| AllMusic             |            |
| Chicago Tribune      |            |
| Entertainment Weekly | (A)        |
| Los Angeles Times    |            |
| The New York Times   | (Positivo) |
| Rolling Stone        |            |

Ten Summoner's Tales è il quarto album in studio del cantautore britannico Sting, pubblicato il 5 marzo 1993. Il titolo rappresenta un gioco di parole tra quello di un personaggio (The Summoner) tratto da una celebre raccolta di racconti di Geoffrey Chaucer (The Canterbury Tales - I racconti di Canterbury) ed il nome di Sting, che all'anagrafe è Gordon Sumner. L'album affronta i temi dell'amore e della moralità da un punto di vista decisamente più ottimista rispetto all'introspettivo The Soul Cages, pubblicato da Sting nel 1991 dopo aver perso entrambi i genitori pochi anni prima.
L'album ha prodotto due singoli di grande successo: If I Ever Lose My Faith in You  e Fields of Gold, rispettivamente alla posizione numero 17 e 23 della Billboard Hot 100 negli Stati Uniti.
Ten Summoner's Tales è stato tra i dieci album finalisti per la vittoria del Mercury Prize nel 1993. Ha inoltre ricevuto sei candidature ai Grammy Awards del 1994, trionfando nelle categorie Miglior sonoro per un album non-classico, Miglior interpretazione vocale maschile (per If I Ever Lose My Faith in You) e Miglior video musicale in forma lunga. Non è riuscito a vincere nelle categorie Album dell'anno, Registrazione dell'anno e Canzone dell'anno (queste ultime due per If I Ever Lose My Faith in You).
L'album è stato registrato alla Lake House di Wiltshire, mixato al Townhouse Studio di Londra e infine masterizzato presso gli studi Masterdisk di New York. La foto di copertina è stata scattata in un antico castello di Wiltshire e ritrae Sting insieme a Hrímnir, il cavallo islandese che in quel periodo era di sua proprietà.
Durante le registrazioni dell'album è stato girato un video in forma lunga che mostra Sting e i musicisti mentre eseguono in studio tutte le tracce dell'album. Il video è stato diretto da Doug Nichol e pubblicato in concomitanza con l'uscita del disco. È stato premiato con il Grammy Award al miglior video musicale in forma lunga nel 1994.
L'11 agosto 1994, il CD di Ten Summoner's Tales è diventato il primo prodotto nella storia a venire acquistato in modo sicuro su internet, per $12.48 più spese di spedizione.

## Apparizioni in colonne sonore
Una versione differente di It's Probably Me, registrata da Sting con la partecipazione del chitarrista Eric Clapton e del compositore Michael Kamen, era stata utilizzata per i titoli di testa del film Arma letale 3 nel 1992. Questa versione è stata pubblicata come singolo. Nel 1994, Shape of My Heart è apparsa nei titoli di coda del film Léon. Nel 2011, Shape of My Heart è stata utilizzata per concludere l'episodio finale della settima stagione della serie televisiva britannica Hustle.

## Tracce
Testi e musiche di Sting eccetto dove indicato.
1. If I Ever Lose My Faith in You – 4:30
2. Love Is Stronger Than Justice (The Munificent Seven) – 5:11
3. Fields of Gold – 3:42
4. Heavy Cloud No Rain – 3:39
5. She's Too Good for Me – 2:30
6. Seven Days – 4:40
7. Saint Augustine in Hell – 5:05
8. It's Probably Me – 4:57 (Sting, Eric Clapton, Michael Kamen)
9. Everybody Laughed But You – 3:53
10. Shape of My Heart – 4:38 (Sting, Dominic Miller)
11. Something the Boy Said – 5:13
12. Epilogue (Nothing 'Bout Me) – 3:39

It's Probably Me è una nuova versione del brano apparso nella colonna sonora del film Arma letale 3 nel 1992.
Everybody Laughed But You non è stata inclusa nelle edizioni canadesi e statunitensi dell'album.
Disco Bonus dell'edizione speciale - Five Live!
1. All This Time
2. Roxanne
3. The Soul Cages
4. Walking on the Moon
5. Fortress Around Your Heart

Tracce bonus nella riedizione expanded del 2023
1. We Work The Black Seam (1993 Version) – 6:08
2. January Stars – 3:49
3. If I Ever Lose My Faith in You (Miracle Of Science Mix) – 7:15
4. If I Ever Lose My Faith in You (Hoax Mix) – 5:35
5. It's Probably Me (con Eric Clapton) (Alternate Version) – 6:22
6. Nothing 'Bout Me (Remix) – 3:18
7. Nothing 'Bout Me (Remix With Horn Intro) – 3:18
8. Love Is Stronger Than Justice (The Munificent Seven) (Edit) – 4:14
9. Seven Days (Radio Edit) – 4:11
10. Nothing 'Bout Me (Edit) – 3:12
11. Shape Of My Heart (Live at Villa Manin, Codroipo, Italy, 1993) – 4:31
12. Love Is Stronger Than Justice (The Munificent Seven) (Live at Villa Manin, Codroipo, Italy, 1993) – 7:29
13. It's Probably Me (Live at Villa Manin, Codroipo, Italy, 1993) – 6:20
14. Purple Haze (Live at The Hague, Netherlands, 1991) – 3:04
15. Ain't No Sunshine (Live at Buddle Arts Center, Newcastle, England, 1991) – 5:09

## Riedizione del 1998
Ten Summoner's Tales è stato ripubblicato nel 1998. La nuova edizione del CD include come traccia bonus il video di If I Ever Lose My Faith in You. Contiene inoltre la canzone Everybody Laughed But You, che era stata esclusa nell'edizione originale del 1993 in Canada e Stati Uniti. Nell'edizione originale la canzone era comparsa in Europa, Regno Unito, Giappone e altri territori, e nel singolo If I Ever Lose My Faith in You. La parte strumentale di Everybody Laughed But You è stata inoltre usata con un testo diverso e pubblicata come January Stars nei singoli Seven Days e If I Ever Lose My Faith in You.

## Riscontro di critica
Il critico musicale Stephen Thomas Erlewine di AllMusic ha scritto che: «dopo due album di pacato, maturo pop influenzato dal jazz, Sting ha dato vita al suo primo inconfondibile album pop dai tempi dei Police con Ten Summoner's Tales». Ha poi dato all'album una valutazione finale di 4 stelle e mezzo su 5.

## Formazione
- Sting – voce, basso, armonica, sax[24]
- Dominic Miller – chitarra
- Vinnie Colaiuta – batteria
- Paul Franklin – pedal steel guitar
- David Sancious – tastiera
- Sian Bell – violoncello
- James Boyd – viola
- Simon Fischer – violino
- Kathryn Greeley – violino
- John Barclay – tromba
- Guy Barker – tromba
- Richard Edwards – trombone
- Mark Nightingale – trombone
- David Sanborn – sax
- Dave Heath – flauto
- Kathryn Tickell – cornamusa del Northumberland, fiddle
- Larry Adler – armonica a bocca
- Brendan Power – armonica a bocca
- David Foxxe – narrazione

### Produzione
- Sting e Hugh Padgham – produzione
- Hugh Padgham – ingegneria del suono
- David Tickle e Hugh Padgham – missaggio
- Pete Lewis – ingegneria del suono (assistente), missaggio (assistente)
- Bob Ludwig – masterizzazione

## Classifiche

### Classifiche settimanali
| Classifica (1993) | Posizione massima |
| ----------------- | ----------------- |
| Australia         | 9                 |
| Austria           | 1                 |
| Canada            | 3                 |
| Finlandia         | 1                 |
| Francia           | 2                 |
| Germania          | 2                 |
| Giappone          | 4                 |
| Italia            | 1                 |
| Norvegia          | 3                 |
| Nuova Zelanda     | 5                 |
| Paesi Bassi       | 5                 |
| Regno Unito       | 2                 |
| Spagna            | 6                 |
| Stati Uniti       | 2                 |
| Svezia            | 10                |
| Svizzera          | 3                 |

### Classifiche di fine anno
| Classifica (1993) | Posizione |
| ----------------- | --------- |
| Austria           | 25        |
| Canada            | 19        |
| Francia           | 18        |
| Giappone          | 101       |
| Italia            | 4         |
| Paesi Bassi       | 28        |
| Regno Unito       | 17        |
| Spagna            | 20        |
| Stati Uniti       | 21        |
| Svizzera          | 28        |

## Singoli
| Anno | Titolo                                               | USA | USA Mainstream | USA Adult | USA Alternative | UK |
| ---- | ---------------------------------------------------- | --- | -------------- | --------- | --------------- | -- |
| 1993 | If I Ever Lose My Faith in You                       | 17  | 5              | 8         | —               | 14 |
| 1993 | Seven Days                                           | —   | —              | —         | —               | 25 |
| 1993 | Fields of Gold                                       | 23  | 24             | 2         | 12              | 16 |
| 1993 | Shape of My Heart                                    | —   | —              | —         | —               | 57 |
| 1993 | Love Is Stronger Than Justice (The Munificent Seven) | —   | —              | —         | —               | —  |
| 1994 | Nothing 'Bout Me                                     | 57  | —              | 17        | —               | 32 |

## Premi
Grammy Awards
| Anno | Vincitore                      | Categoria                                                 |
| ---- | ------------------------------ | --------------------------------------------------------- |
| 1994 | Ten Summoner's Tales           | Grammy Award al miglior sonoro per un album non-classico  |
| 1994 | Ten Summoner's Tales           | Grammy Award al miglior video musicale in forma lunga     |
| 1994 | If I Ever Lose My Faith in You | Grammy Award alla miglior interpretazione vocale maschile |

## Tour promozionale
Per promuovere l'album, Sting intraprese un tour mondiale di oltre due anni, partito il 12 marzo 1993 dalla Royal Albert Hall di Londra (Regno Unito) e conclusosi il 22 giugno 1995 allo Yoyogi National Gymnasium di Tokyo (Giappone). Per quanto riguarda l'Italia, il tour fece tappa nelle seguenti date:
- 14/07/1993 - Roma - Stadio Flaminio
- 17/07/1993 - Cosenza - Stadio San Vito
- 18/07/1993 - Marsala (TP) - Stadio Antonino Lombardo Angotta
- 20/07/1993 - Milano - FilaForum
- 21/07/1993 - Bologna - Arena Parco Nord
- 24/07/1993 - Livorno - Stadio Armando Picchi
- 25/07/1993 - Udine - Villa Manin
- 23/09/1994 - Sassari - Stadio Vanni Sanna

Alcune tracce registrate dal vivo durante il concerto a Villa Manin sono state inserite nell'EP Demolition Man, pubblicato quello stesso anno come colonna sonora del film eponimo.